# Франкфуртский собор
Франкфуртский собор (Императорский собор святого Варфоломея — нем. Kaiserdom St. Bartholomäus) — самый большой храм Франкфурта-на-Майне, где раньше проводились церемонии коронации императоров Священной Римской империи.
На протяжении всей своей истории Франкфуртский собор был собором кайзерским, а не кафедральным собором епископии. Его большое значение в качестве национального символа основывается, скорее, на политическо-исторической роли в Священной Римской империи. В XIX веке собор стал символом единения германской нации.

## История
Земля под собором некогда была островом между двумя реками. Эта местность была населена ещё в эпоху неолита, и непрерывно населена как минимум начиная с эпохи кельтов, то есть на протяжении последних 2500 лет.
В эпоху Римской империи на месте собора стояла капелла (83—260 год), затем усадьба имения, потом здания, считающиеся предшественниками собора: дворцовая капелла Меровингов (VI век), каролингская дворцовая капелла (VIII—IX век) и Базилика спасителя — Salvatorbasilika (IX—XIII век). В XIII веке части здания были перестроены и отстроены заново, и это время можно считать началом эпохи современного собора.
Последними разрушениями собора были пожар в 1867 году и бомбардировка во время Второй мировой войны. Каждый раз после (частичного) разрушения собор восстанавливался.
В 1990-х годах была обнаружена могила знатной девушки VII века. Над могилой установили могильную плиту.

## Реликвии

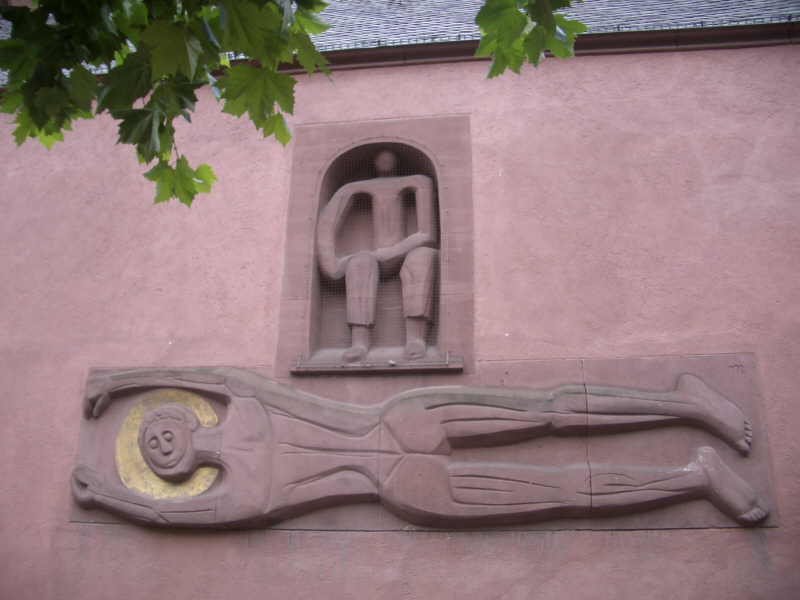
Рельеф святого Варфоломея

Самой ценной реликвией, хранящейся во Франкфуртском соборе, считается верхняя часть черепа апостола Варфоломея, которого с 1239 года считают покровителем собора.